# Peralejos de Arriba
Peralejos de Arriba är en kommun i Spanien.   Den ligger i provinsen Provincia de Salamanca och regionen Kastilien och Leon, i den centrala delen av landet, 230 km väster om huvudstaden Madrid.